# Rataj Ordynacki
Rataj Ordynacki – wieś w Polsce położona w województwie lubelskim, w powiecie janowskim, w gminie Godziszów. Przez wieś przepływa rzeka Białka, uchodząca do Bukowej.
W latach 1975–1998 miejscowość administracyjnie należała do województwa tarnobrzeskiego. Według Narodowego Spisu Powszechnego (III 2011 r.) wieś liczyła 352 mieszkańców.
W gminie Godziszów utworzono sołectwo Rataj obejmujące miejscowości  Rataj Ordynacki i Rataj Poduchowny. 

## Historia
Wieś powstała w roku 1563. Przez prawie 10 lat przed nazwą Rataj obowiązywała powszechnie nazwa Nowa Wola. Dawniej na terenie miejscowości był folwark oraz staw z młynem. W 1601 roku Jan Zamojski włączył Rataj do ordynacji, wykupiwszy go od P. Trojanowskiego. Cześć Rataja oddana została w uposażenie dominikanów, a nazwana została później Poduchownym. Jak na większości terenów z tego regionu, na obszarze Rataja również toczyły się walki, w wyniku czego odnotowano wiele zniszczeń i ofiar w ludziach. 
Słownik geograficzny Królestwa Polskiego z roku 1888 wymienia Rataj Ordynacki wieś i Rataj „Suprymowany” osadę w powiecie janowskim, gminie Kawęczyn parafii Janów.
Według danych statystycznych z 1921 roku Rataj Ordynacki liczył 61 domów i 362 mieszkańców, natomiast Poduchowny 24 domy i 152 mieszkańców. Sołectwo Rataj Poduchowny powstało w roku 1940.